# يو إف سي 100
يو إف سي 100 (بالإنجليزية: UFC 100)‏ هو حدث لفنون القتال المختلطة نظمته يو إف سي، أُقيم في 11 يوليو 2009، على ميشيلوب ألترا أرينا في لاس فيغاس، نيفادا، الولايات المتحدة.